# Погребальный костёр

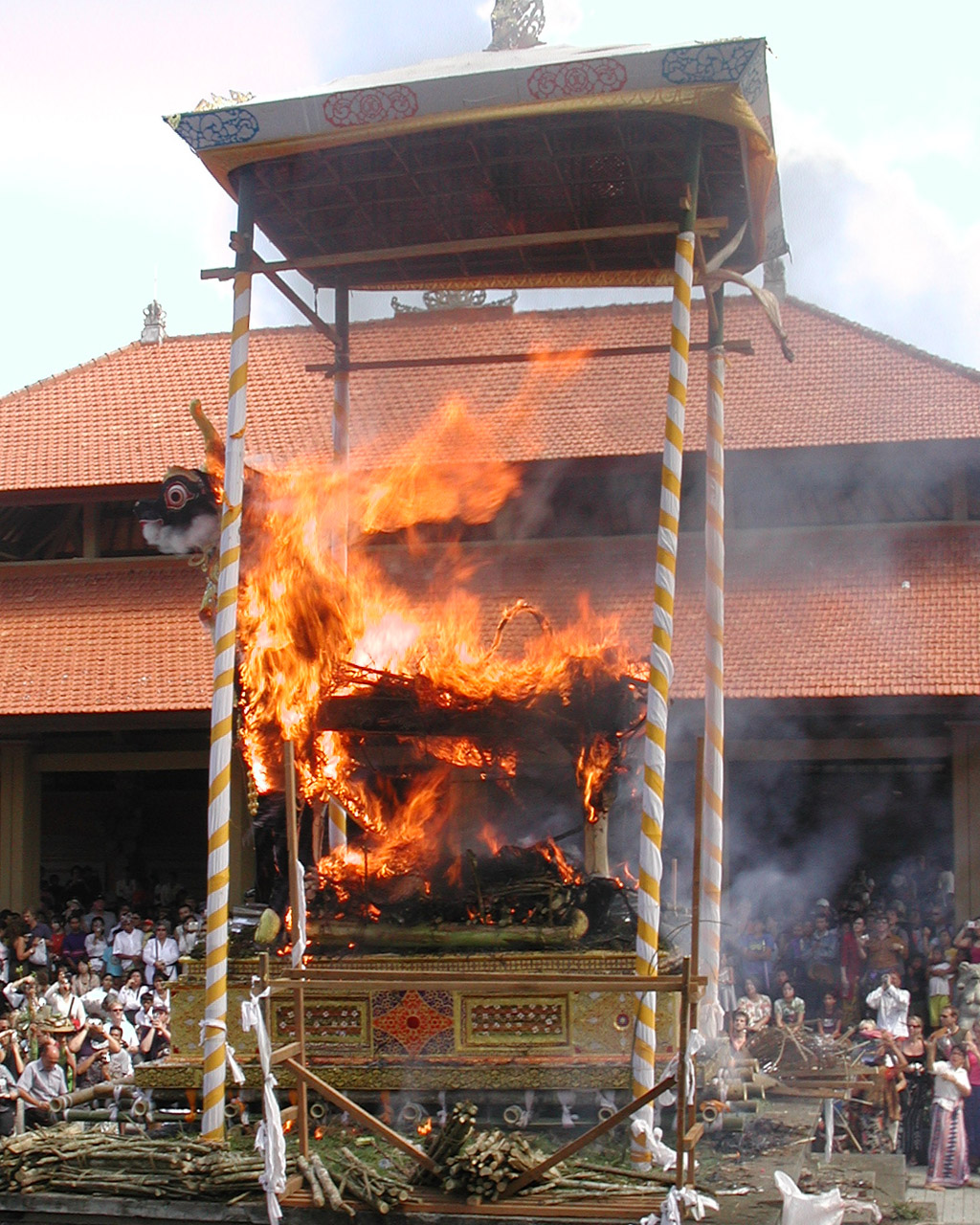
Церемония кремации в Убуде, Индонезия, в 2005 году

Погребальный костёр — структура, сооружённая обычно из дерева, предназначенная для сжигания человеческого тела в процессе похоронного ритуала. Представляет собой один из способов осуществления кремации, при котором тело располагается на специально сооружённом погребальном костре и сжигается.
Погребальные костры на открытой местности давно не используются для кремации в Европе и Америке (для этого построены крематории, где сжигание тел происходит в специальных печах). Однако погребальные костры по-прежнему используются для кремации умерших в обрядах индуизма (подробнее см. сати).

## В истории
На церемониях похорон знатных викингов погребальные костры сооружались на драккарах (см. погребальная ладья). У древних славян погребальный костёр назывался «крада» (ст.‑слав. крада, др.-чеш. krada), что означает «костёр, огонь, жертвенник». Обычай кремации у восточных славян упомянут в «Повести временных лет»:
А радимичи, и вятичи, и северо... <…> И аще кто умряше, творяху трызну надъ нимь, и посемъ творяху кладу велику, и възложать на кладу мертвѣца и съжигаху, и посемъ, събравше кости, вложаху въ <…> ссудъ малъ и поставляху на столпѣ на путехъ, иже творять вятичи и нынѣ. Си же обычаи творяху и кривичи и прочии погании, не вѣдуще закона Божиа, но творяху сами себѣ законъ.